# Crystal (Condado de Clark)
Crystal é uma comunidade não incorporada do condado de Clark, estado do Nevada, nos Estados Unidos.
Mapas históricos localizam Crystal a nordeste de Las Vegas ao longo da Interstate I-15 à saída da 75 que originalmente era parte da autoestrada Nevada State Route 40. Na atualidade, apenas uma estrada de praça existe dentro de  Moapa River Indian Reservation.